# Jeune Égypte

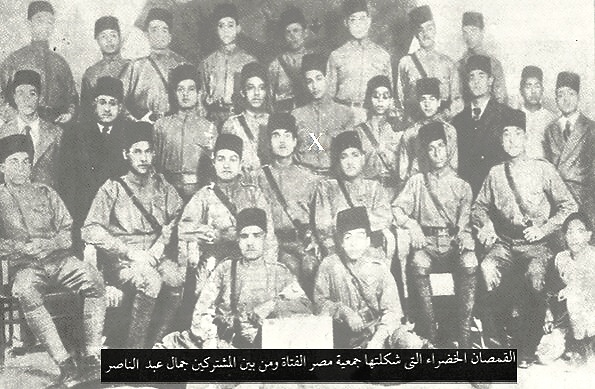
Chemises vertes de Jeune Égypte, parmi les membres des Chemises vertes sur cette photo se trouve Gamal Abdel Nasser, années 1930

Jeune Égypte (en arabe : حزب مصر الفتاة, Misr El-Fatat) est un petit parti politique égyptien disparu, regroupant 225 membres à son apogée.

## Historique
Le parti a été formé en octobre 1933 en tant que parti nationaliste radical avec des éléments religieux par son chef, Ahmed Hussein. Son but était de faire de l’Égypte un « empire » — l’empire composé de l’Égypte et du Soudan — qui s’allierait avec d’autres pays arabes et « servirait de chef de l’Islam ». C'était aussi une organisation militariste dont les jeunes membres étaient organisés dans un mouvement paramilitaire appelé les Chemises vertes. Fondé à peu près à la même époque que beaucoup d'autres organisations fascistes, il admirait ouvertement les réalisations de l'Allemagne nazie, ennemie de l'occupant, la Grande-Bretagne. À mesure que le pouvoir allemand grandissait, son ton anti-britannique augmentait.
Au cours de son apogée dans les années 1930, Les Chemises vertes ont eu de violentes confrontations avec les Chemises bleues du parti Wafd. Un membre a même tenté d'assassiner Mustafa el-Nahas Pacha en novembre 1937. Sous la pression du gouvernement, les Chemises vertes ont été dissoutes en 1938. Le groupe a été rebaptisé Parti nationaliste islamique en 1940, lorsqu'il a pris une dimension plus religieuse et anti-politique. Après la guerre, il a été renommé une fois de plus et est devenu le Parti socialiste d'Égypte. Le groupe remporta un succès électoral lorsqu'il envoya Ibrahim Shukri, son vice-président, au Parlement en 1951. Cependant, il fut dissous, ainsi que tous les autres partis, en 1953 à la suite du coup d'État de 1952.
Après la réintégration des partis en Égypte, Ibrahim Shoukry forma un groupe, le Parti socialiste travailliste en 1978, qui, malgré son nom, reprenait l'essentiel de l'idéologie populiste et nationaliste de la jeune Égypte. Son organe était Al-Sha'ab (le peuple).

## Nouveaux partis
En 1978, Ibrahim Choukri forme le Parti socialiste du travail qui, en dépit de son nom, doit beaucoup à l'idéologie nationaliste et populiste de Misr El-Fatah. Son organe de presse est As-Shaab (« Le peuple »). 
Un autre parti, gardant le nom original, a été fondé en 1990. Il est dirigé par Abdallah Rushdi.
Le parti dépêcha sept candidats pour les élections législatives de 2000.
Le programme du parti appelle :
- à la mise en place d'un régime parlementaire / arrêt du système présidentiel ;
- au renforcement du lien entre le monde arabe et l'Égypte ;
- à la réalisation de l'intégration avec les pays africains ;
- à l'adoption de politiques de non-alignement ;
- à la création d’un système économique socialiste-islamique et au renforcement du rôle du secteur privé.